# 茜部神社
茜部神社（あかなべじんじゃ）は、岐阜県岐阜市にある神社。式内社であり、旧社格は郷社。岐阜市茜部地区の産土神とされている。

## 祭神
- 誉田別尊（ほむたわけのみこと）
- 息長帶比売命（おきながたらしひめのみこと）
- 武内宿禰（たけうちすくね）

1868年（明治元年）までは、比売大神を祀っていた。

## 歴史
奈良時代、この地域は東大寺の荘園である厚見荘（後の茜部荘）であった。茜部神社は、830年（天長7年）、宇佐八幡宮を勧請し創建されたという。宇佐八幡宮からの分社としてはかなり初期に創建された神社とされる。当初の祭神は、誉田別尊、息長帶比売命、比売大神であった。その後、833年（天長10年）、空海が神宮寺として成就院を建立する。
南北朝時代、戦国時代は川手城、上茜部城、加納城の守護神とされ、土岐氏、斎藤氏の保護を受けていたが、斎藤道三の死後の1556年（弘治2年）戦災で焼失した。その後再建され、織田氏の保護を受けている。江戸時代は加納城の歴代城主の保護を受けていた。
明治時代初期の廃仏毀釈で成就院は廃寺される。また、1868年（明治元年）、祭神のうち、比売大神を武内宿禰に変更している。例祭は10月15日であったが、1950年（昭和25年）に4月5日に変更された。これは岐阜まつり（伊奈波神社の例祭）に合わせたものである。

## 文化財
- 石造狛犬　岐阜市指定文化財

## 現地情報
所在地
- 岐阜県岐阜市茜部寺屋敷3丁目135番地

交通アクセス
- 岐阜バス茜部三田洞線「寺屋敷」バス停下車、徒歩3分
  - JR岐阜駅バスターミナル4番のりば「下佐波」「高桑」「県自動車会館」行き
  - 名鉄岐阜のりば2番のりば「下佐波」「高桑」「県自動車会館」行き
- 名古屋鉄道竹鼻線、西笠松駅より徒歩12分